# Munkorg

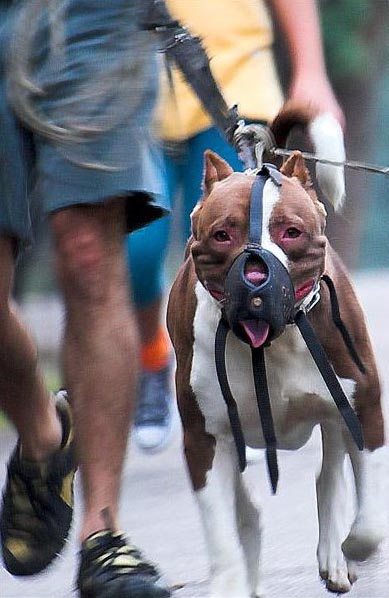
En hund med munkorg.

En munkorg är en anordning som används för att hindra djur från att bita. Den kan användas som säkerhetsutrustning t. ex. vid veterinärbesök och pälsvård eller hindra skadade individer från att gnaga vid drabbat område.
Det finns olika typer av munkorgar för olika ändamål. En hund måste dock kunna öppna munnen för att reglera sin kroppstemperatur med tungan, annars kan den avlida av överhettning.
Munkorg kräver tillvänjning eftersom det är obehagligt. I början kanske man sätter på munkorgen några minuter. Hunden får inte själv ta av munkorgen. Sedan utökas tiden efter hand. 
För att vara så behaglig som möjligt skall man antingen låta göra munkorgen direkt för sin hund eller i varje fall köpa en munkorg för sin ras och för tik eller hanhund.
En annan typ av munkorg är för att träna och testa skyddshundar och tjänstehundar. Munkorg sätts på hunden som sedan angriper (en vadderad) figurant. Detta är för att se att hunden verkligen biter om det är "skarpt" läge och föraren måste försvaras eller förbrytaren fångas in.
Dessa skyddshundsmunkorgar är en helt annan typ av munkorg, hunden biter inne i korgen när den försöker bita figuranten. De två mest kända typerna är väktarhundmunkorgen och polishundmunkorgen. På väktarhundmunkorgen kan man placera inlägg av skumgummi som mildrar stöten när hunden hugger mot figuranten och stöter i nosen.
Det finns munkorgar med stålgaller som kan användas för att hundar inte skall bitas. Dessa används också vid träning av tjänstehundar, till exempel polishundar vid personsök. Innan hunden är färdigutbildad kan den ha svårt att skilja på om den hittat en misstänkt brottsling eller någon som gått vilse. För att inte riskera att få figuranten biten så har man då en munkorg med stålgaller. Stålkorgen skall vara så stor att hunden kan springa, dricka och skälla (ljudmarkering) i den.
Munkorg används på hästar för att hindra dem att bita och även för att de inte ska äta för mycket halm, då de står i stallet på ströbädd. Emot den hos somliga hästar förekommande ovanan att slita sönder filtarna erbjuder munkorgen ett bra medel.